# Плим (река)
Плим (англ. River Plym) — река на юге Англии.

## Описание
Длина — 30 км. Истоки реки находятся в болотистой местности на территории Дартмура в графстве Девоншир на высоте 450 м над уровнем моря. Впадает река в залив Плимут-саунд в Плимуте, дав городу его название («Устье Плима»).